# Vignoble du Bugey
Le vignoble du Bugey est une région viticole française qui se situe dans le Bugey, dans le département de l'Ain. Entre le vignoble de Savoie et celui du Jura, il partage avec eux certaines caractéristiques climatiques et géologiques, mais il se démarque par une grande variété de cépages liée à sa situation de carrefour : gamay typique du beaujolais ; poulsard jurassien ; jacquère, altesse et mondeuse communs aux vins de Savoie ; chardonnay, aligoté et pinot noir (et gris) bourguignons ; et molette du seyssel.
Le vignoble produit des vins blancs, rouges et rosés, tranquilles comme pétillants, protégés depuis 2009 par une labellisation en appellation d'origine contrôlée bugey et roussette du Bugey, mais il propose aussi en indication géographique protégée un marc du Bugey et une fine du Bugey, ainsi qu'un vin des coteaux de l'Ain sur l'ensemble du département. Il existe enfin un vin blanc de Seyssel protégé en AOC qui a la caractéristique d'être produit à cheval sur les vignobles du Bugey et de Savoie.

## Histoire
Au Moyen Âge, les moines développèrent la culture de la vigne sur les territoires de leurs abbayes : l'histoire du vignoble bugiste commence avec les moines de l'abbaye cistercienne de Saint-Sulpice à Thézillieu en 1130 et ceux d'Ambronay en 1135.
Au début XIIIe siècle, les archives de la Chartreuse de Meyriat conservent un titre d'achat de vins et de raisins issus de Cerdon par les moines remontant à 1209 et ayant reçu l'aval de Guillaume de Coligny.
En 1601, le Bugey devient français par le traité de Lyon. Le vignoble est déjà bien établi et décrit largement à l'époque, se distinguant les terroirs de Cerdon, de Seyssel, de Virieu-le-Grand, de Belley et du Revermont.

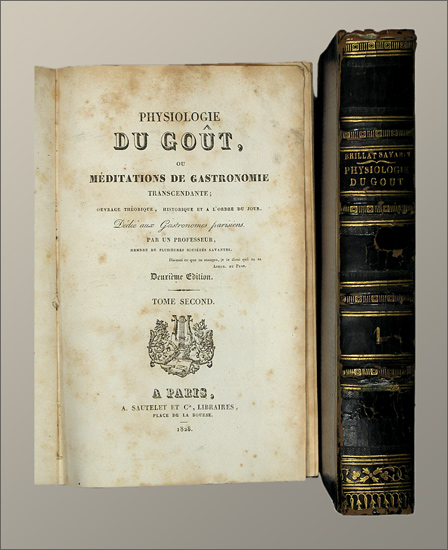
Physiologie du goût de J.-A. Brillat-Savarin, inventeur de la gastronomie.

Brillat-Savarin, natif de Belley, gastronome et auteur de la Physiologie du goût, était propriétaire d'une vigne et de son grangeon dans le Bugey de la fin du XVIIIe siècle au début du XIXe siècle.

### XIXesiècle
Le vignoble bugiste connut son apogée sous le Second Empire avec une superficie en vignes dépassant les 7 000 hectares et qu'il garde jusqu'à la fin du XIXe siècle. Le docteur Jules Guyot, en 1868, enquêtant pour le gouvernement, releva que la vigne représentait 25 % du produit agricole du département.
Certaines familles vigneronnes toujours en activité aujourd'hui sont déjà mentionnées pour leurs activités liées à la viticulture comme la famille Bolliet du hameau de Bôches ou la famille Dubreuil au hameau de Préau, et même récompensées.
Le vignoble du Bugey produisait pour les marchés voisins reliés par la voie ferrée de Lyon à Genève. Le vin le plus reconnu est alors celui de Machuraz entretenu par les moines de Saint-Sulpice depuis le XIIe siècle. C'est dans ce contexte que survint le phylloxéra à partir de 1875, anéantissant presque toutes les vignes.

### XXesiècle
La vigne a été replantée très lentement au XXe siècle, sur de nombreux éboulis caillouteux, des moraines glaciaires ou des plaques de molasse bien exposés. Le vignoble du Bugey s'est ainsi établi sur les sites les plus favorables, constituant un vignoble en îlots où surnagent les vins pétillants et mousseux.
En avril 1955 est fondé le syndicat des vins du Bugey, chargé d'améliorer la commercialisation et d'organiser la promotion. Les vins du Bugey sont reconnus par l'INAO comme vins de qualité supérieure (VDQS) par l'arrêté du 11 juillet 1958, puis comme appellation d'origine contrôlée (AOC) par le décret du 20 octobre 2009.
Cette montée des contraintes législatives, théoriquement accompagnées d'une augmentation de la qualité, s'accompagne d'une baisse des aires cultivées. En 1988, la superficie en exploitation est de 1 025 hectares, dont 506 hectares pour les vignes d'appellation et 518 hectares pour les autres vignes de cuve. En 2000, l'aire tombe à 830 hectares, dont 666 hectares en appellation et 164 hectares pour les autres vignes de cuve.

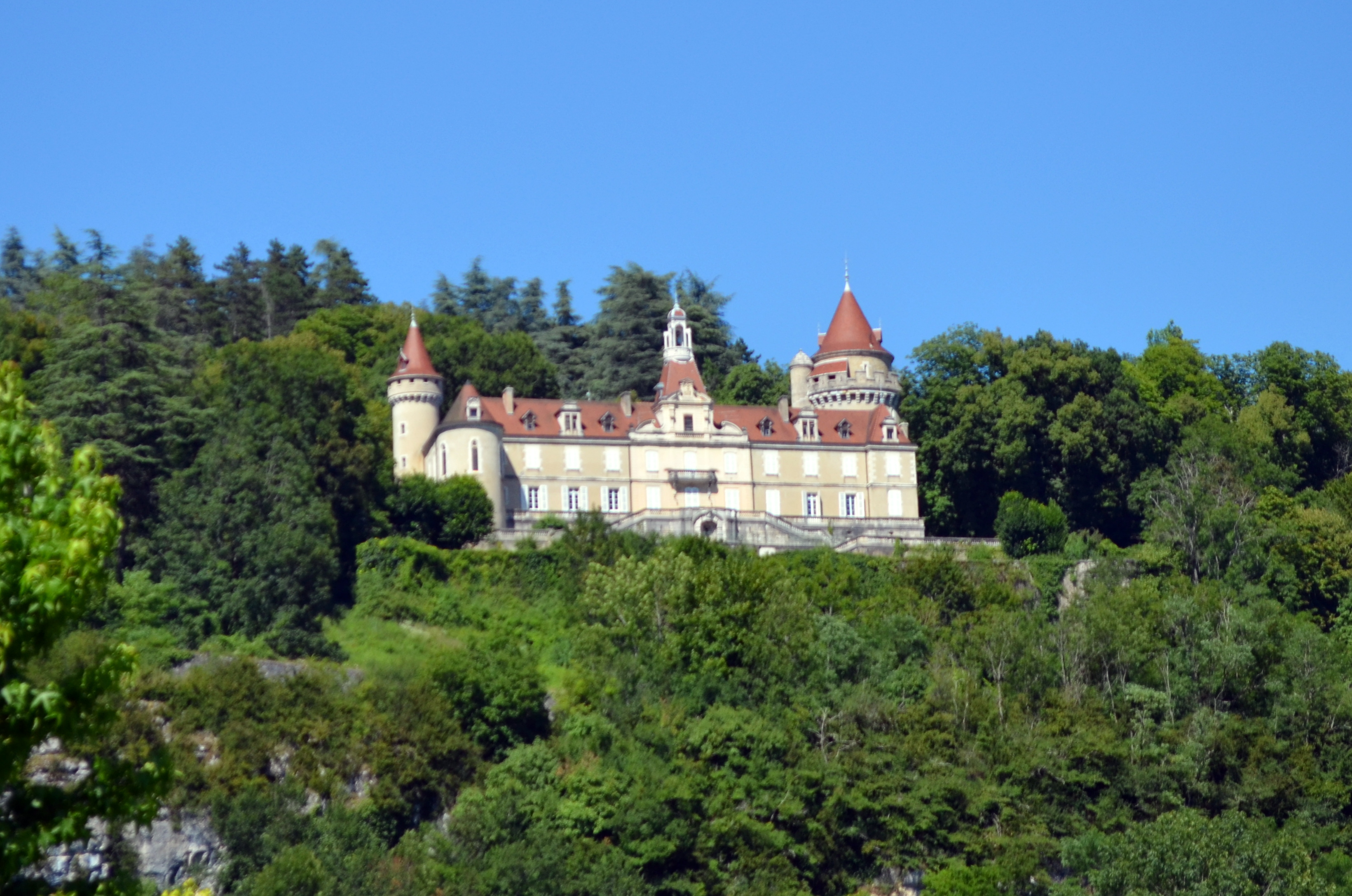
Château de Machuraz du XVI^{e} siècle surplombant le vignoble du même nom

### XXIesiècle
L'antique appellation Machuraz, disparue avec le phylloxéra mais reconnue en VDQS dès 1958, abandonnée lors du classement en AOC en 2009 parce qu'inusitée (la parcelle ayant été laissée à l'abandon), a été ressuscitée depuis 2012 et primée, ramenant sur le devant de la scène le vin le plus prestigieux du vignoble durant le Moyen-âge et l'Epoque moderne.
À partir de 2016, un conflit oppose les producteurs du Bugey avec ceux de la plus célèbre clairette de Die quand ces derniers ont obtenu d'intégrer dans leur AOC une version rosée de leur vin. Une solution de compromis s'est dessinée entre les deux partis qui ont signé un protocole après que le Conseil d'État a donné raison aux vignerons du Bugey en 2018 pour exclure de l'AOC clairette de Die le rosé mais que l'Assemblée nationale a autorisé le Diois à produire d'autres vins (dont des rosés effervescents) hors AOC en 2020.
En 2023 près de 500 hectares de vigne sont cultivés dans le Bugey, dont plusieurs hectares sont centenaires, notamment autour de Montagnieu à l'image des vieilles vignes en échalas reprises par la maison Martin-Cocher. Les grands domaines continuent à planter régulièrement et des petits s'installent aussi. Il règne une belle dynamique avec environ 80 vignerons sur l'ensemble des trois îlots du Bugey (AOC) : Manicle, Cerdon, et Montagnieu.

### Étymologie
Dès 1195, le terme de terra de beuzeis disparait pour se transformer en beugeys en 1372 puis en beugeis en 1613, pour enfin trouver sa forme actuelle en 1722.

## Situation géographique
Le vignoble du Bugey se trouve en France, dans la région Auvergne-Rhône-Alpes, plus précisément dans le département de l'Ain. Le Bugey correspond à la partie orientale du département (la partie occidentale étant composée de la Bresse et de la Dombes) à l'exception du pays de Gex.
Le Bugey est une zone montagneuse, divisible en deux parties : au nord, le Haut-Bugey correspondant à l'arrondissement de Nantua ; au sud, le Bas-Bugey correspondant à l'arrondissement de Belley. Il s'agit du prolongement sud du massif du Jura.

### Géologie

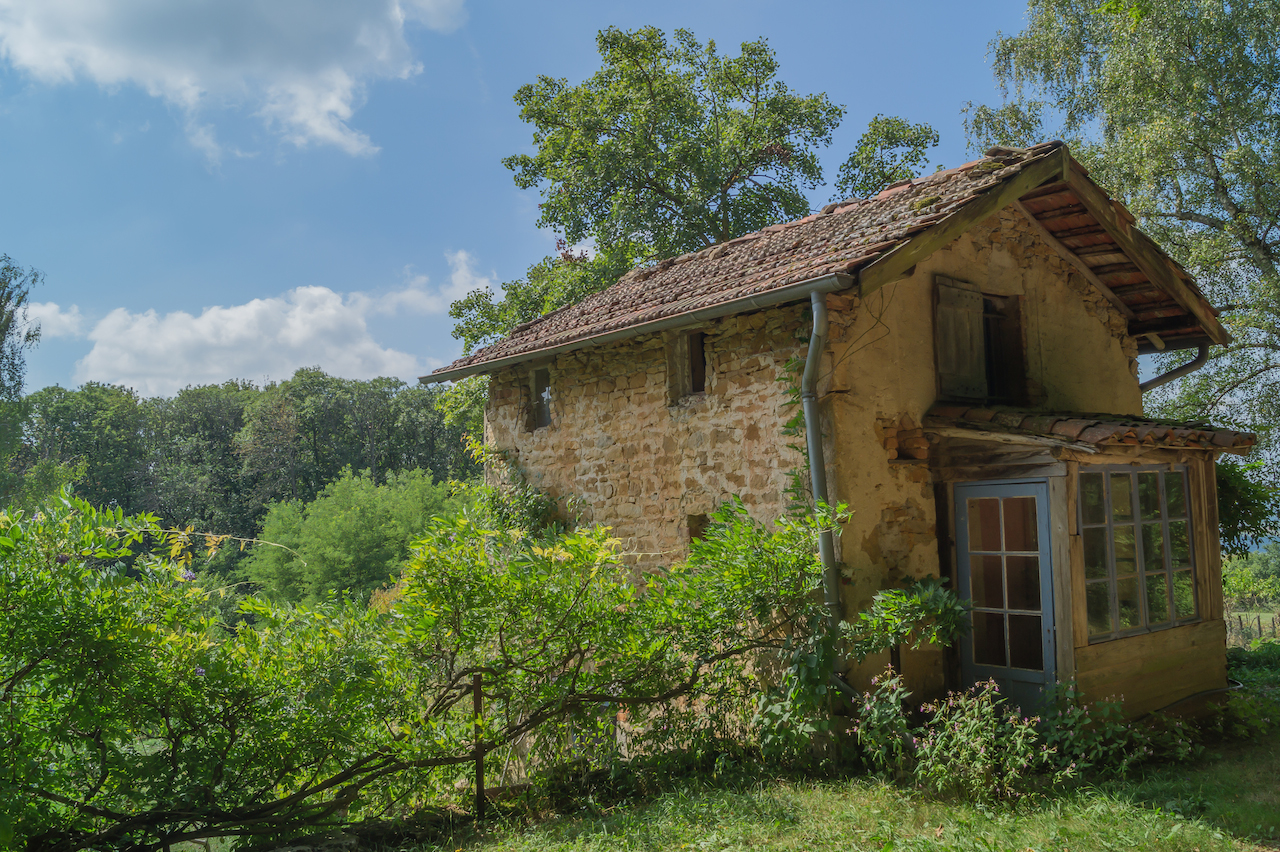
Un grangeon bugiste, une cabane de vignerons au cœur des parcelles

Le Bugey est composé d'un relief montagneux plissé, partiellement karstifié, qui est la prolongation méridionale du massif du Jura. La datation des roches calcaires du Bugey se situe entre le Jurassique pour les anticlinaux et le Crétacé pour les synclinaux. Les plissement sont bien visibles selon les affleurements et les falaises.
Les vignes sont plantées sur des coteaux pierreux calcaires et morainiques. Dans son îlot le plus septentrional du Haut-Bugey, les parcelles ont souvent une forte déclivité pour compenser la latitude et l'altitude (pouvant dépasser les 500 m) en termes d'exposition.

### Climatologie
Le Bugey connait des étés chauds propres à un climat semi-continental, propices à la culture de certains cépages, mais avec des précipitations importantes. Les hivers sont marqués par l'influence montagnarde, un peu adoucis par les dernières influences océaniques venant buter sur les montagnes, apportant des précipitations importantes au pied des reliefs.
La station météo d'Ambérieu-en-Bugey (sur l'aérodrome, à 250 mètres d'altitude : 45° 58′ 35″ N, 5° 19′ 45″ E) se trouve à la limite occidentale des aires d'appellation. Ses valeurs climatiques de 1961 à 1990 sont :
| Mois                              | jan. | fév. | mars  | avril | mai   | juin  | jui.  | août  | sep.  | oct.  | nov. | déc.  | année   |
| --------------------------------- | ---- | ---- | ----- | ----- | ----- | ----- | ----- | ----- | ----- | ----- | ---- | ----- | ------- |
| Température minimale moyenne (°C) | −1,7 | −0,3 | 1,4   | 4,2   | 8,3   | 11,2  | 13,4  | 12,9  | 10,5  | 7,1   | 2,3  | −0,8  | 5,7     |
| Température moyenne (°C)          | 1,8  | 3,7  | 6,4   | 9,6   | 13,8  | 17,1  | 19,8  | 19,1  | 16,3  | 11,8  | 6,1  | 2,5   | 10,7    |
| Température maximale moyenne (°C) | 5,3  | 7,8  | 11,4  | 15,1  | 19,3  | 23,1  | 26,2  | 25,3  | 22    | 16,4  | 9,9  | 5,7   | 15,6    |
| Ensoleillement (h)                | 53,4 | 81   | 130,5 | 167,2 | 199,6 | 230,9 | 273,9 | 236,2 | 183,2 | 119,9 | 65,1 | 46,3  | 1 787,2 |
| Précipitations (mm)               | 93,8 | 86,9 | 100,8 | 93,9  | 111,5 | 98,2  | 66,5  | 91,6  | 98,1  | 102,7 | 107  | 102,1 | 1 153   |

| Mois                              | jan. | fév. | mars | avril | mai   | juin  | jui.  | août  | sep.  | oct.  | nov.  | déc. | année   |
| --------------------------------- | ---- | ---- | ---- | ----- | ----- | ----- | ----- | ----- | ----- | ----- | ----- | ---- | ------- |
| Température minimale moyenne (°C) | −0,1 | 0    | 2,6  | 5,5   | 9,5   | 13    | 14,7  | 14,4  | 10,9  | 8,1   | 3,5   | 0,8  | 6,9     |
| Température moyenne (°C)          | 3,2  | 4,2  | 8    | 11,3  | 15,2  | 19    | 21,1  | 20,9  | 16,7  | 12,6  | 7,1   | 3,9  | 11,9    |
| Température maximale moyenne (°C) | 6,5  | 8,4  | 13,5 | 17,1  | 20,9  | 25    | 27,5  | 27,3  | 22,4  | 17,1  | 10,8  | 7    | 17      |
| Nombre de jours avec gel          | 15,9 | 14,5 | 9,1  | 2,8   | 0,1   | 0     | 0     | 0     | 0     | 1,4   | 7,2   | 14,2 | 65,2    |
| Ensoleillement (h)                | 67,9 | 98,4 | 170  | 193,6 | 220,3 | 251,9 | 287,8 | 261,1 | 188,9 | 121,6 | 72,8  | 54,9 | 1 989   |
| Précipitations (mm)               | 84,9 | 70   | 75   | 87,2  | 106,4 | 88,8  | 86    | 83    | 106,1 | 117,7 | 117,9 | 94,5 | 1 117,5 |

| Diagramme climatique                                  |        |           |             |              |          |            |            |               |              |              |          |
| J                                                     | F      | M         | A           | M            | J        | J          | A          | S             | O            | N            | D        |
| 6,5−0,184,9                                           | 8,4070 | 13,52,675 | 17,15,587,2 | 20,99,5106,4 | 251388,8 | 27,514,786 | 27,314,483 | 22,410,9106,1 | 17,18,1117,7 | 10,83,5117,9 | 70,894,5 |
| Moyennes : • Temp. maxi et mini °C • Précipitation mm |        |           |             |              |          |            |            |               |              |              |          |

## Vignoble
Le vignoble couvre en 2004 une aire de 909 hectares, dont 95 ha pour l'appellation Seyssel et 197 ha pour les appellations Bugey et Roussette du Bugey. Les vignes se regroupent en trois secteurs : celui autour de Belley, celui autour de Montagnieu et celui autour de Cerdon. La superficie cultivée est tombée à 448 hectares en 2022 mais elle remonte régulièrement depuis le classement en AOC pour approcher désormais les 500 hectares.

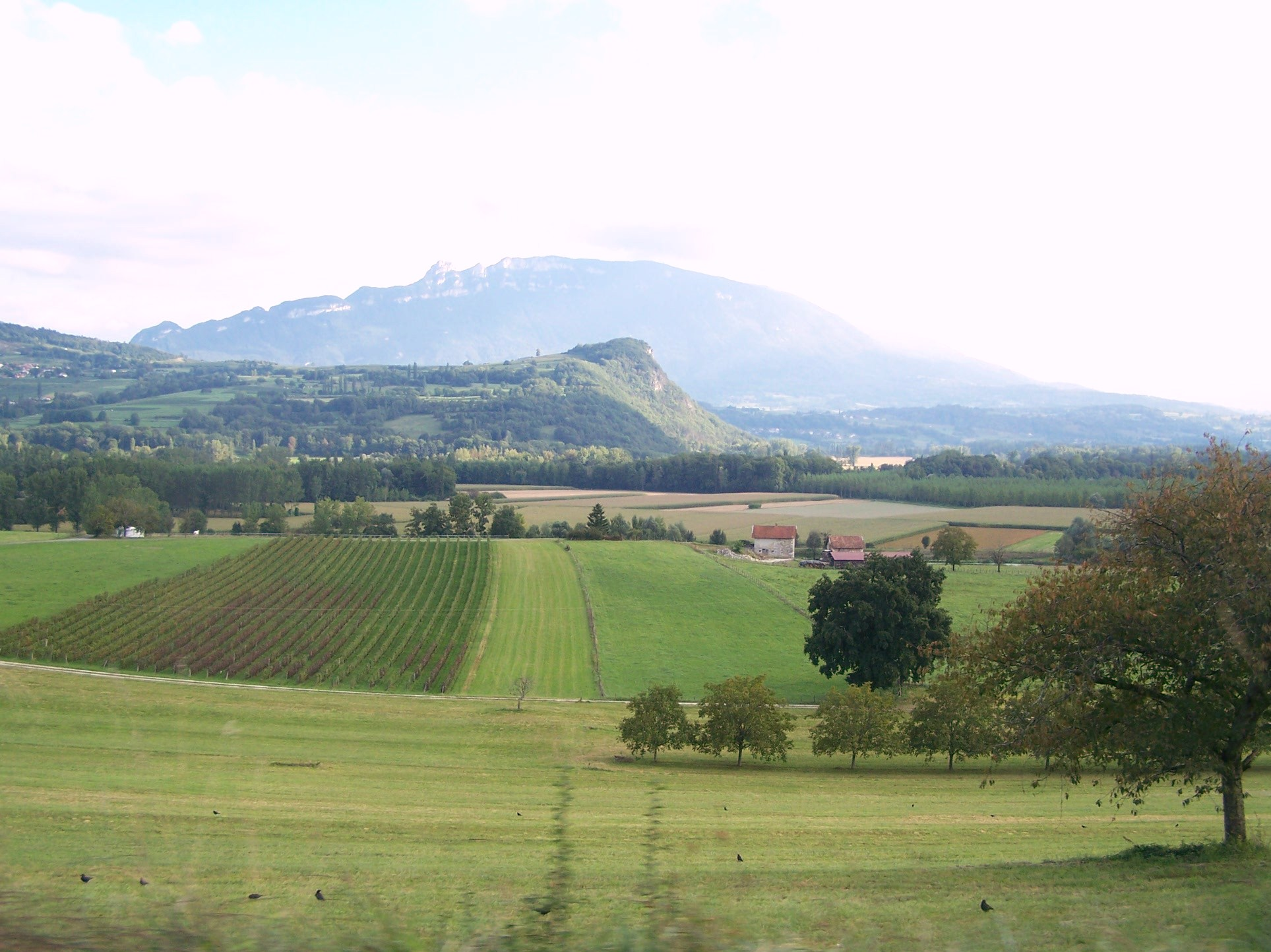
Une parcelle isolée près de Massignieu-de-Rives, typique du Bugey.

### Appellations
Le vignoble du Bugey compte trois appellations couvrant cinq dénominations géographiques, ainsi que trois IGP :
- l'appellation bugey[N 1], dont :
  - cerdon ;
  - manicle ;
  - montagnieu ;
- l'appellation roussette du Bugey, dont :
  - montagnieu ;
  - virieu-le-grand ;
- l'appellation seyssel (partagée  avec le vignoble de Savoie) ;
- une IGP départementale coteaux-de-l'ain Valromey ;
- deux IGP régionales, comtés-rhodaniens et vin des Allobroges.

### Encépagement
Sont cultivés principalement le chardonnay B, l'altesse B (appelé la roussette), le gamay N, le pinot noir N, la mondeuse N et le poulsard N. Accessoirement, on peut trouver des pieds de molette B, de jacquère B et d'aligoté B.

### Rendements
En 2004, les rendements moyens étaient de 47 hectolitres par hectare pour l'appellation seyssel, de 66 hectolitres pour l'appellation bugey et de 67 hectolitres pour les vins de pays.

## Vins
En 2004, la production était de 4 476 hectolitres de vin d'appellation d'origine contrôlée (dont appellation Seyssel), 32 261 hectolitres en VDQS (alors le cas des appellations bugey et roussette du Bugey) et 869 hectolitres en vin de pays (vin-des-allobroges).
En 2021, la production AOC et des deux IGP du Bugey est remontée à 9 200 hectolitres dont près de 60 % correspond à des vins effervescents, et ce malgré des épisodes climatiques désastreux. Désormais la production se situe habituellement au-dessus des 20 000 hectolitres, soit une nette augmentation liée en partie à la reconnaissance de l'AOC.

### Vinification et élevage

#### En blanc tranquille

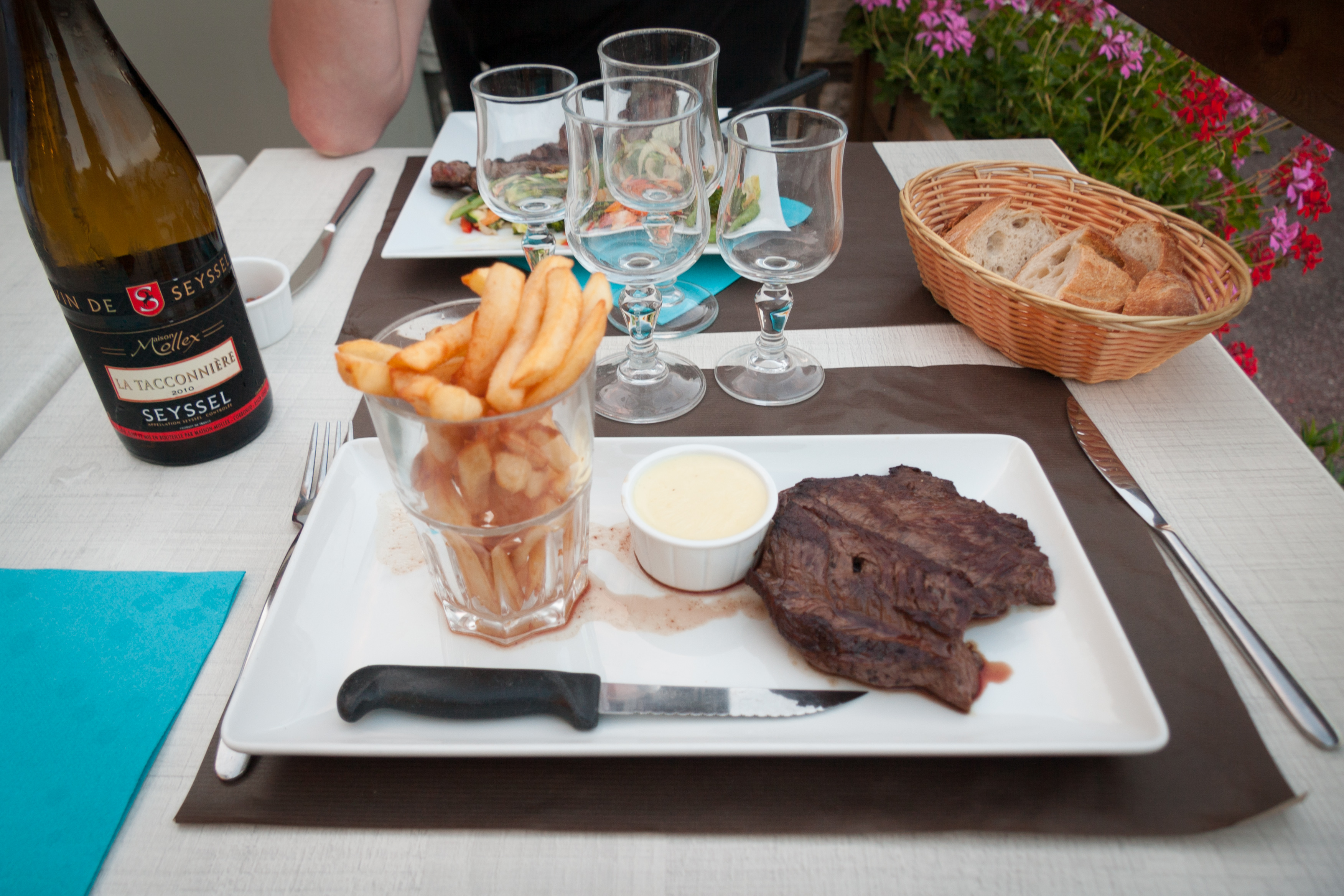
Le vin de Seyssel, une AOC à cheval sur les vignobles de Savoie et du Bugey.

À l'arrivée au chai, le raisin est foulé et pressé pour séparer le moût du marc de raisin. Le moût est mis en cuve en stabulation pour le dépôt des bourbes. Le soutirage du jus clair est le débourbage ; les bourbes peuvent être filtrées pour donner aussi un bon vin.
La fermentation alcoolique débute sous l'action de levures indigènes ou de levures sélectionnées introduites lors du levurage. Cette opération transforme le sucre du raisin en éthanol. La maîtrise de la température de fermentation par un système de réfrigération permet d'exprimer le potentiel aromatique du produit.
La fermentation achevée, le vin est soutiré afin d'éliminer les lies. La fermentation malolactique n'est généralement pas réalisée, bloquée par un sulfitage du vin. Ce dernier peut être stocké en cuve pour le préparer à l'embouteillage ou élevé en barrique ou foudres de bois de chêne.
Enfin, le vin est soutiré, filtré et stabilisé avant le conditionnement en bouteille.

#### En blanc ou rosé effervescent
Les vins effervescents sont faits selon la « méthode traditionnelle » : il faut une prise de mousse en bouteilles à partir de vins fruités. Un stockage de neuf mois sur lattes est obligatoire. Il est suivi d'un remuage sur pupitre et ensuite d'un dégorgeage. Blanc ou rosé, le bugey offre une palette variée de vins pétillants dont le cerdon, le montagnieu et le bugey brut.

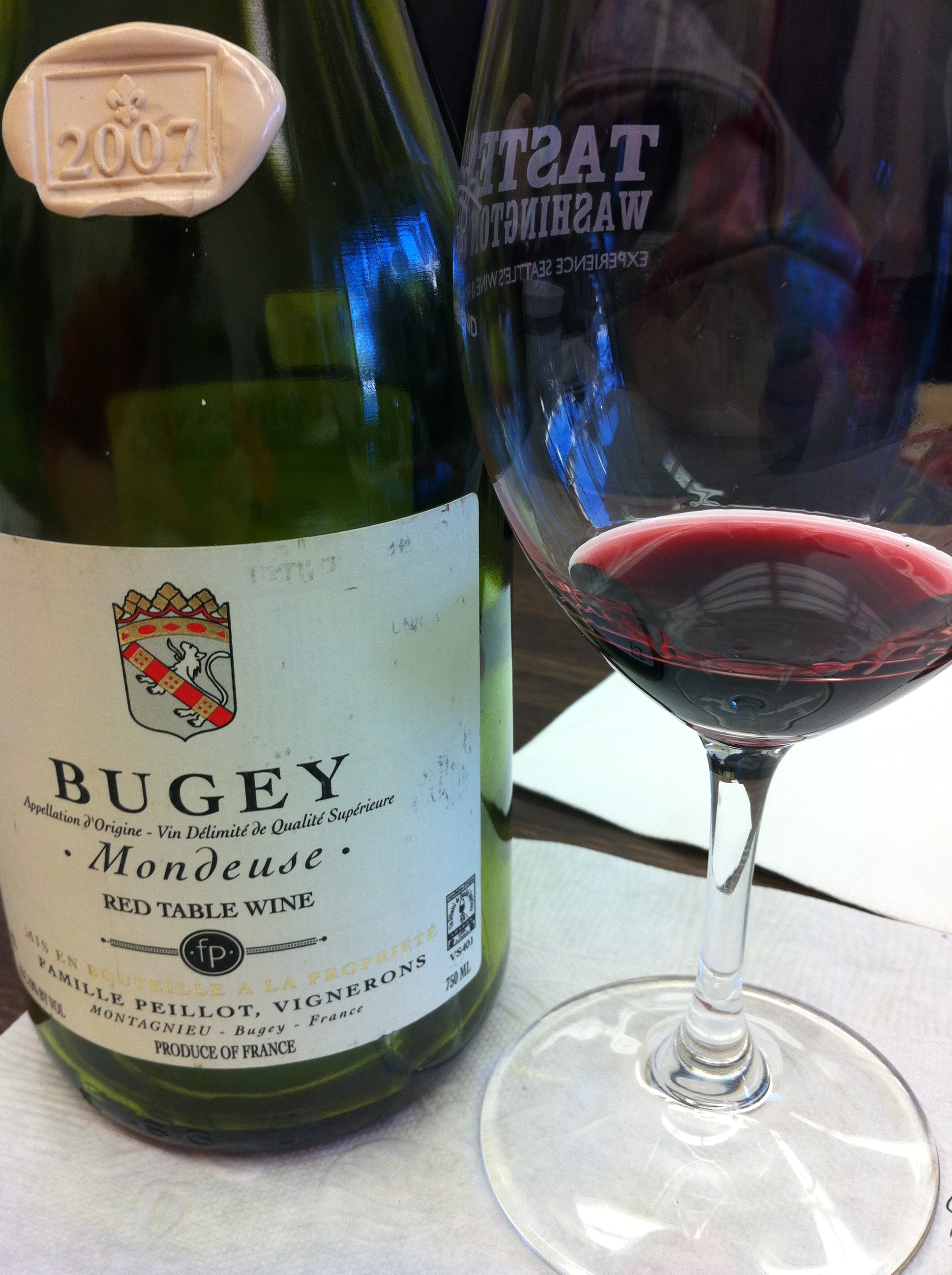
Une bouteille de mondeuse noire, un cépage caractéristique du Bugey.

#### En rouge tranquille
La coloration du moût nécessite une macération du grain de raisin dans le jus, notamment pour le gamay N et le pinot noir N qui sont des cépages noirs à jus blanc : seule la pellicule comporte les anthocyanes colorantes.
la macération dure le temps de la fermentation alcoolique. Outre la couleur, elle permet de solubiliser les tanins. Le pressurage intervient à ce moment-là pour séparer le vin du marc de raisin. Le vin subit alors la fermentation malolactique, qui transforme l'acide malique à deux groupes carboxyle, en acide lactique qui n'en comporte qu'un.
L'opération conduit à une désacidification naturelle du vin ; elle arrondit le vin, le rend plus souple et moins âpre.

### Gastronomie
La région du Bugey, en plus d'être une région viticole, est réputée pour sa gastronomie qui profite de la diversité des terroirs des pays de l'Ain : les grenouilles, poissons et écrevisses en garniture ou simplement pour elles-mêmes venus de la Dombes, la crème, le beurre et les volailles de Bresse, les quenelles à la sauce Nantua, ainsi que les différents gibiers et fromages AOC du département : comté, morbier et bleu de Gex. Sans compter les desserts : galette de Pérouges, gaudrioles et tartes bressanes, tarte au flanc (dite « à la gomme ») ou à la courge, etc.
La vaste gamme des vins du Bugey permet d'accompagner ces différents plats traditionnels de l'Ain, à savoir : 
- le bugey blanc se boit frais à température de cave (10 à 12 °C) ; il accompagne très bien les poissons en sauce et les crustacés comme les escargots, que ce soient les chardonnay ou bien les jacquère, mais aussi la raclette et la fondue, plus rarement la spécialité locale de fromage fondu, le ramequin, qui nécessite un blanc plus aromatique, souvent de la roussette.
- Le bugey rouge se sert chambré, voire légèrement frais (17 à 19 °C). Il accompagnera à merveille les fromages et les charcuteries, en particulier les gamay, ainsi que les viandes blanches qui se marient notamment avec la mondeuse. S'il est fait à partir de pinot noir, il sera apprécié sur une viande rouge ou un gibier. Il existe à la marge une production de rosé pour la consommation estivale.
- Le bugey mousseux ou pétillant convient à l'apéritif comme au dessert et se sert frais (4 à 5 °C). Le cerdon est un vin effervescent rosé tandis que la roussette est un blanc. Ils accompagnent le plus souvent des desserts ou se boivent à l'apéritif.

## Économie

### Commercialisation

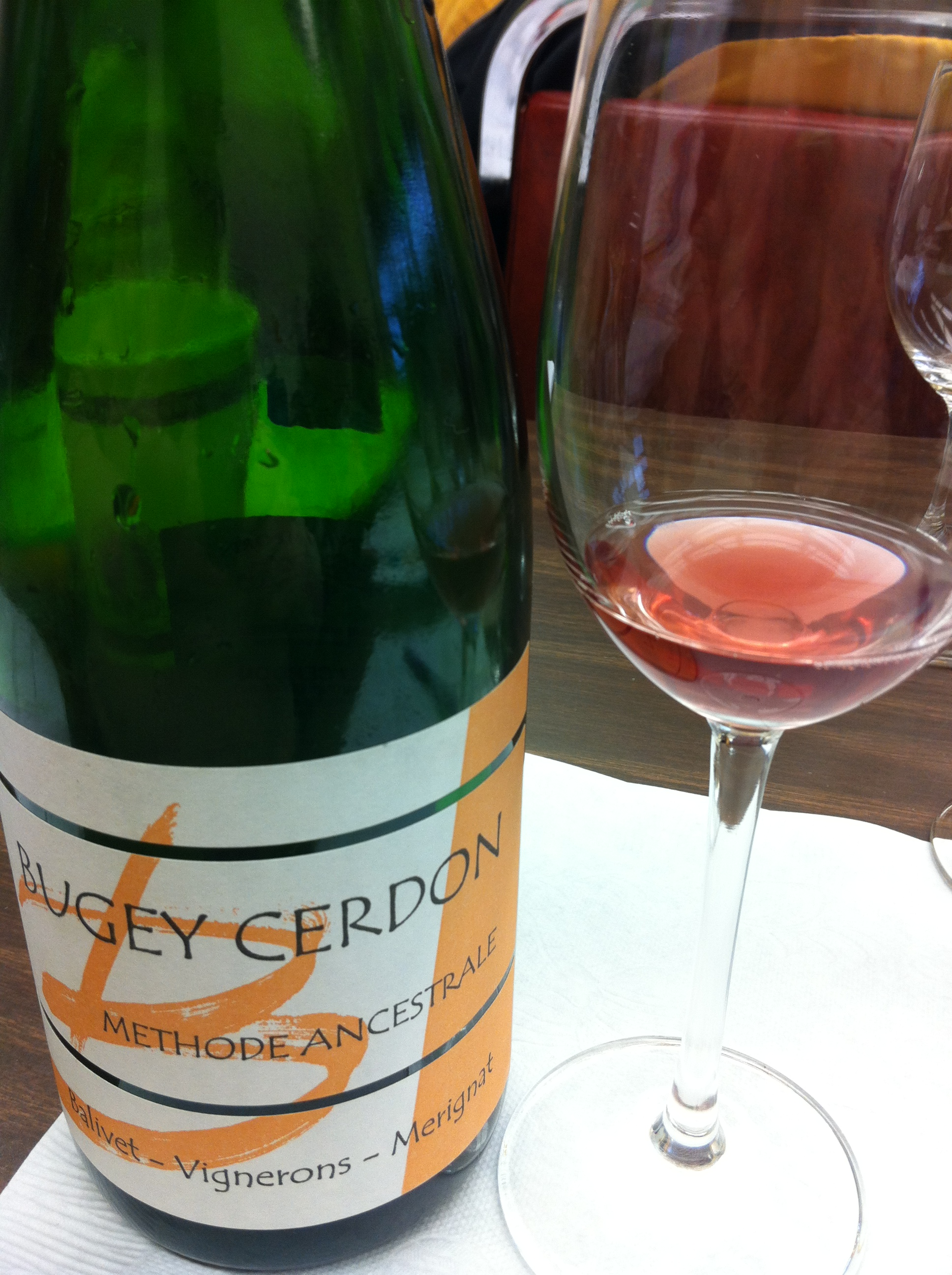
Le cerdon, vin rosé pétillant sucré à faible taux d'alcool titrant sous les 10 %.

Après les années 1950, des foires et des concours ayant montré qu'il y avait de bons cépages et vins dans le vignoble bugiste, quelques personnalités se sont engagés à les mettre en valeur. Face au développement de la vente directe et du tourisme dans le département, les premiers caveaux de dégustation se sont ouverts dès le début des années 1960.
Afin de faire connaître les vins du Bugey, le syndicat se déplace également sur divers salons et manifestations de la région et ses alentours. Ainsi les vins du Bugey sont présents chaque année au Concours de la volaille de Bresse, au Concours des vins de France à Mâcon et au Concours général agricole de Paris. Il reste que les vins du Bugey sont presque uniquement connus localement, avec une vente en grande surface limitée au Lyonnais, au Genevois et à la Savoie.
En 2009, 95 % des vins sont commercialisés en vente directe essentiellement dans des exploitations familiales. Il subsiste deux maisons achetant des moûts à la propriété destinés pour l'essentiel à l'élaboration des vins mousseux et pétillants et représentant entre 7 et 8 % de la production. Trois entreprises s'occupent du négoce : Boisset (négociant bourguignon), Guigard (négociant bugiste) et Viallet (négociant savoyard). En outre, une dizaine d'exploitations viticoles disposent d'une licence de négociant parallèlement à leur statut de vigneron (le caveau bugiste, le caveau des Demoiselles, la maison Duport, etc.),.
La classification en AOC et les efforts de mise en avant des vins d'appellation font que ce chiffre est tombé à 50 % pour la vente en direct du viticulteur au début des années 2020. Le Cerdon tout particulièrement connait une exposition nationale dans des médias d'envergure, où il est présenté le plus souvent comme un vin alternatif au champagne lors des fêtes de fin d'année.

### Structure des exploitations
En 1988, il y avait dans l'Ain 2 318 exploitations qui produisaient du vin, dont seulement 190 en faisaient leur activité principale. En 2000, le nombre d'exploitation pratiquant la viticulture est tombé à 672, dont toujours 190 en tant qu'activité agricole principale. La taille moyenne des exploitations est très limitée, moins de 3,5 hectares en 2016 (contre plus de 10 ha en Bourgogne).
Environ 13 % de la superficie est désormais cultivée en bio mais le chiffre monte à 32 % en intégrant les terroirs en cours de conversion et même à 43 % sous le label moins contraignant HVE. Un certain nombre de vignerons a également choisi de se tourner vers la biodynamie tant chez les nouveaux arrivants que parmi les maisons historiques comme la maison Renardat-Fache.

### Liste de producteurs
La liste complète des producteurs en AOC bugey se trouve sur le site de l'appellation. Il en va de même pour tous les vignerons en IGP coteaux-de-l'Ain. Les exploitants engagés dans la production de vins naturels et/ou en biodynamie sont regroupés dans l'association La Fiancée du Picrate.
Au total, il existe près de 400 entreprises individuelles enregistrées dans le secteur de la culture de la vigne dans l'Annuaire des entreprises(code 01.21Z) pour le seul département de l'Ain.